# Rossa (cantante)
Rossa Roslaina Sri Handayani (n. Sumedang, Java occidental; 9 de octubre de 1978) es una popular cantante de Indonesia.
Los estilos musicales que ella interpreta es la balada pop considerada una de las mejores baladistas o romáticas del momento.

## Discografía

### Álbumes de estudio
- 1988: Untuk Sahabatku (Kids album)
- 1996: Nada Nada Cinta
- 1999: Tegar
- 2000: Hati Yang Terpilih
- 2002: Kini
- 2004: Kembali
- 2006: Yang Terpilih
- 2009: Rossa

### Bandas Sonoras (Soundtack)
- 2008: OST Ayat Ayat Cinta